# Dainius Žalimas

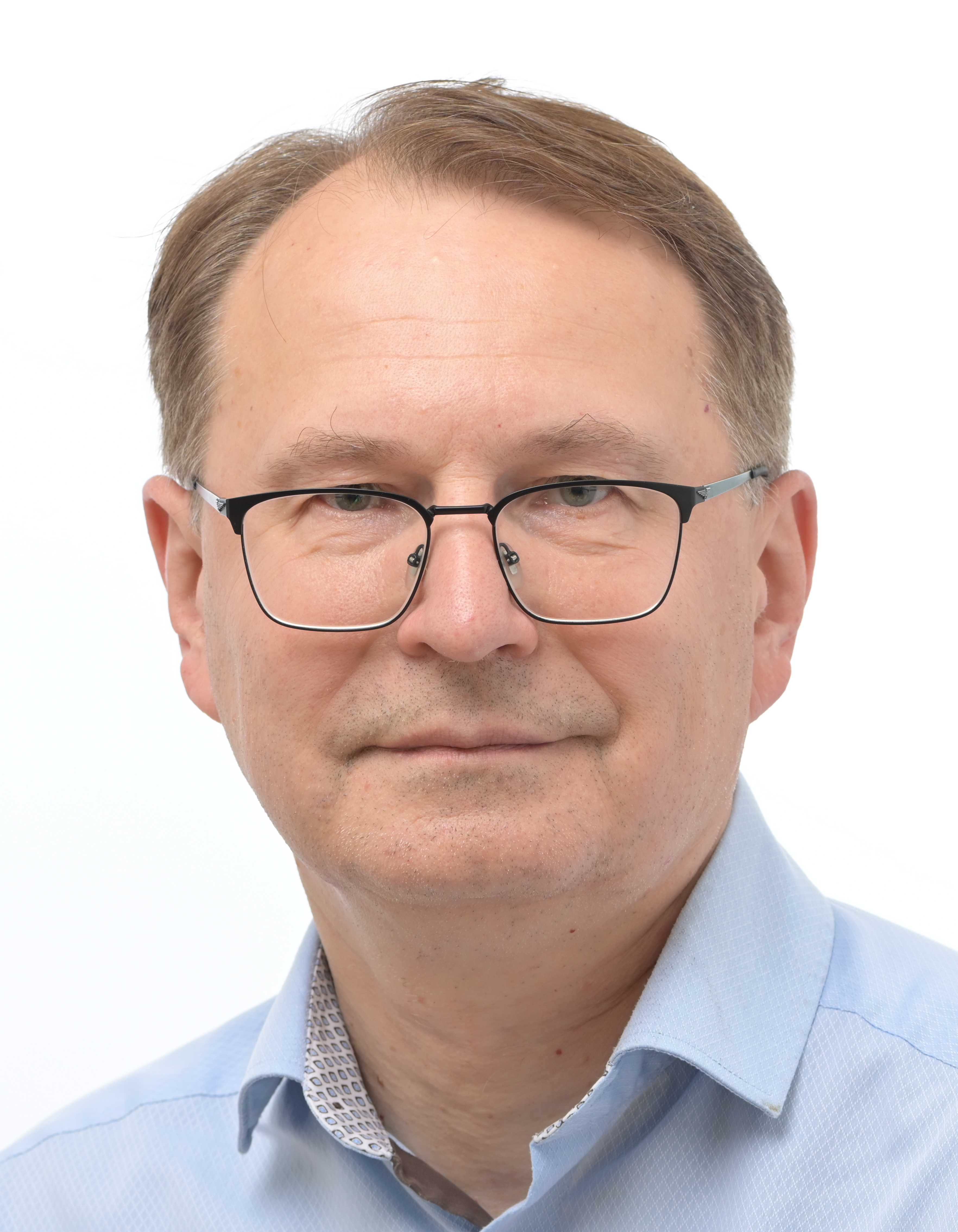
Dainius Žalimas (2024)

Dainius Žalimas (* 22. Mai 1973 in Vilnius) ist litauischer Jurist, Völkerrechtler und Professor. Er war Gerichtspräsident des Verfassungsgerichts der Litauischen Republik (2014–2021).

## Leben
Von 1991 bis 1996 absolvierte Dainius Žalimas das Diplomstudium der Rechtswissenschaften an der Juristischen Fakultät der Universität Vilnius. Danach promovierte er am 26. April 2001 und lehrte an der Rechtsfakultät der Vilniusser Universität. Žalimas war dort von 1996 bis 2019 als Lektor, Dozent und Professor tätig. Von 2002 bis 2005 war er Hochschullehrer der Lietuvos teisės universitetas (MRU), von 2001 bis 2003 an der Militärakademie Litauens und ab 2005 Dozent und jetzt als Professor der MRU. Ab 1996 war er Staatsbeamter, von 1998 bis 2011 Berater des litauischen Verteidigungsministers, von 2001 bis 2003 Mitglied im Stadtrat Vilnius.
Vom 15. März 2011 bis 2021 war er Richter, vom 10. Juli 2014 bis 2021 Gerichtspräsident  am Verfassungsgericht der Litauischen Republik (ernannt durch Seimas auf Vorschlag der litauischen Präsidentin Dalia Grybauskaitė). Seit 2021 lehrt er und ist Dekan der Rechtsfakultät der Vytauto Didžiojo universitetas in der litauischen zweitgrößten Stadt Kaunas. 2024 war er Kandidat der liberalen Partei Laisvės partija bei der Litauischen Präsidentenwahl. Er belegte den 6. Platz und sammelte 51.417 	Stimmen (3,6 %).
Žalimas ist parteilos. Von 1996 bis 2001 war er Mitglied der konservativen Partei Tėvynės Sąjunga. Seit 2021 leitet er die öffentliche Anstalt „Teisės ir demokratijos centras“ als	Direktor.
Er ist mit Ingrida Danėlienė, Dozentin der Vytauto Didžiojo universitetas, verheiratet.
Žalimas war zuvor  mit Skirgailė Žaltauskaitė-Žalimienė  (* 1972), Richterin des Lietuvos vyriausiasis administracinis teismas und Dozentin der Universität Vilnius, verheiratet. Er ist Vater eines Sohnes.

## Arbeiten
- Lietuvos Respublikos nepriklausomybės atkūrimo 1990 m. kovo 11 d. tarptautiniai teisiniai pagrindai ir pasekmės, 2005.
- Internationale Organisationen // Tarptautinės organizacijos, als Mitautor, 2001.
- Diplomatisches Recht, mit Zenonas Petrauskas, Žalimas D., Skirgailė Žalimienė // Diplomatinė teisė, 2003.